# CTV Wild Channel
Animal Planet est une chaîne de télévision canadienne spécialisée de catégorie B appartenant à CTV Speciality Television (80 %), Warner Bros. Discovery (10 %) et BBC Worldwide (10 %). C'est une chaîne déclinée de la version américaine.

## Histoire
Après avoir obtenu sa licence auprès du CRTC en 2000, CTV Inc. a lancé la version canadienne d'Animal Planet le 7 septembre 2001. Bell Canada a fait l'acquisition de CTVglobemedia le 1er avril 2011 qui est devenu Bell Media.
Après l'annonce du 17 juin 2011, Bell Media a lancé une version haute définition de la chaîne le 15 décembre 2011.
En juin 2024, Rogers Media signe un contrat important avec Warner Bros. Discovery, planifiant relancer les chaînes de Discovery Channel en janvier 2025 après l'expiration du contrat avec Bell. Bell dépose une injonction afin de bloquer la transaction. Le 8 octobre, Bell renouvelle son contrat avec Warner pour l'exclusivité du contenu de HBO et Max, mais délaisse le contenu Discovery à Rogers, qui lancera des chaînes linéaires pour Discovery et Discovery ID, alors que Cooking, OWN, MotorTrend, Animal Planet et Discovery Science seront offert en ligne via Citytv+. Bell a annoncé plus tard qu'Animal Planet changera de nom pour CTV Wild.

## Programmation
La chaîne diffuse la majorité des émissions de la chaîne homologue américaine, ainsi que quelques émissions canadiennes afin de remplir ses conditions de licence.